# Kroes (drinkgerei)

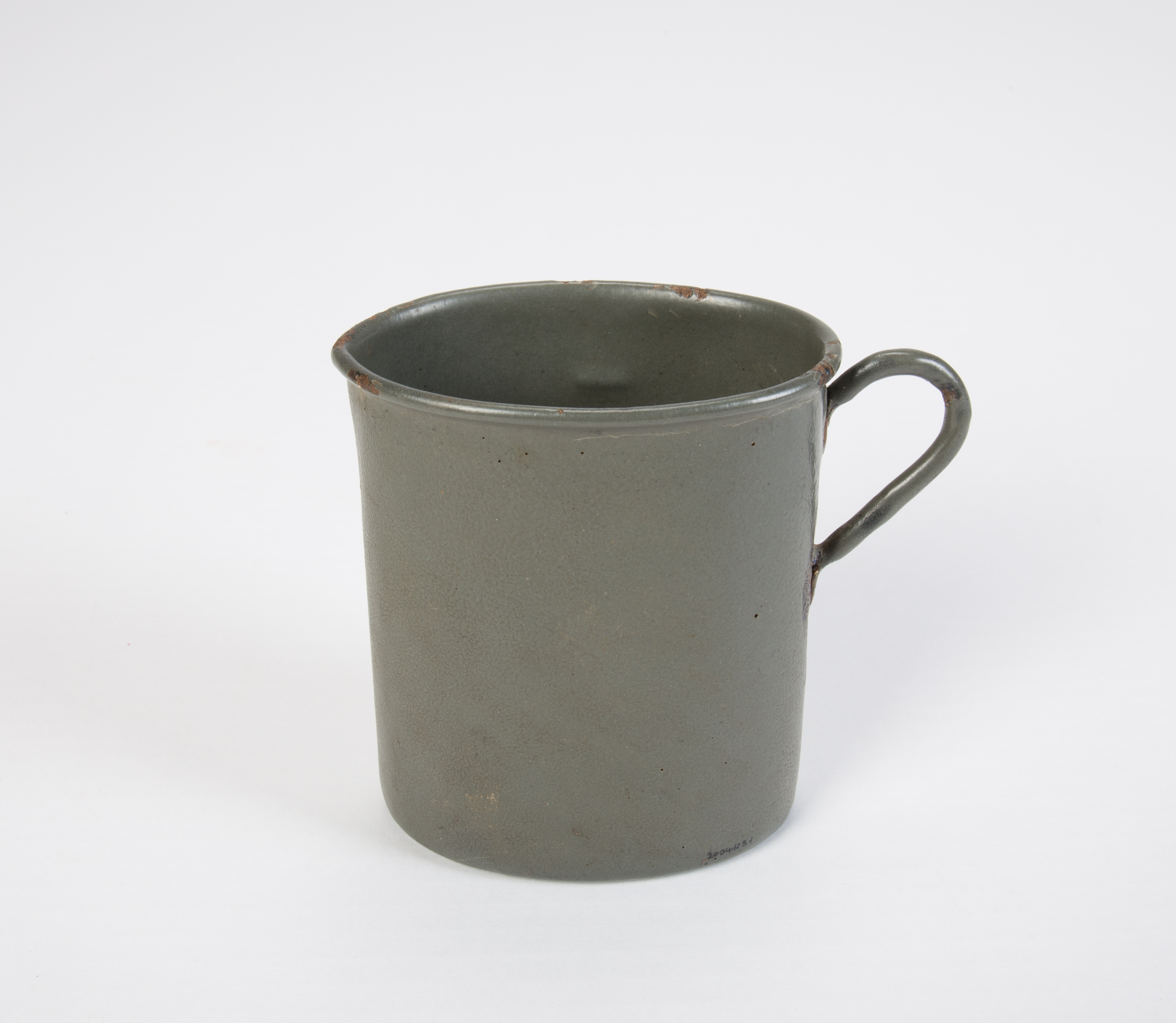
een kroes

Een kroes is een drinkbeker, meestal gemaakt van metaal.

## Materiaal
Een kroes is doorgaans van geëmailleerd metaal, soms van aardewerk gemaakt, soms ook van hout. Luxe kroezen werden wel gemaakt van gegraveerd zilver. Moderne kroezen hebben een oor. De metalen bovenrand is omgekruld, zodat de scherpe metalen rand niet in de lippen snijdt.

## Gebruik
De term kroes wordt of werd gebruikt als het gaat om drinkgerei voor soldaten of kinderen. Met de opkomst van het kamperen werden kroezen ook daarvoor gebruikt. Met het beschikbaar komen van onbreekbaar kunststof werden metalen kroezen minder gebruikt voor dat doel. 

## Geschiedenis van het woord
Het woord werd al in de middeleeuwen gebruikt in Nederlandstalige gebieden. Het woord is mogelijk afkomstig van het Griekse woord krōssós, dat de betekenis heeft van kruik, urn en emmer. Ook bestaat de mogelijkheid dat zowel het Griekse als Germaanse woord los van elkaar zijn ontstaan vanuit een gemeenschappelijke voorouder.
Vanuit het Nederlandse taalgebied is het woord verspreid geraakt over andere talen. In het Deens, Noors en Zweeds wordt het woord krus gebruikt, evenals in het Surinaams-Javaans. In Estland is het woord kruus bekend. In het Frans bestaan de varianten cruse, crousequin en cruzelin. Ook in het Engels is cruse gebruikt, maar dit betreft een inmiddels verouderd woord.